# Eddie Torres
Eddie Torres, född 3 juli 1950, är en salsadansare som driver en salsaskola i New York. Han är salsavärldens kanske störste dansikon och kallas allmänt "The Mambo King" (sv.: mambons kung). ("The King of Mambo" är också smeknamnet på musikern Tito Puente.) Torres teknik har utvecklats från olika förebilder, bland annat mambo och nordamerikansk jazzdans.
Eddie Torres har gjort oerhört mycket för att förnya salsan, inte minst genom att lägga till spektakulära snurrar och lyft som passar för uppvisningar. Han har även skapat en egen salsastil, Eddie Torres style, som har särskilt starkt fäste i New York och som är spridd även till exempelvis Europa. Grundsteget är modifierat för att skapa mer flyt i dansen.